# Fauch
Fauch is een gemeente in het Franse departement Tarn (regio Occitanie) en telt 392 inwoners (1999). De plaats maakt deel uit van het arrondissement Albi.

## Geografie
De oppervlakte van Fauch bedraagt 17,2 km², de bevolkingsdichtheid is 22,8 inwoners per km².
De onderstaande kaart toont de ligging van Fauch met de belangrijkste infrastructuur en aangrenzende gemeenten.

## Demografie
Onderstaande figuur toont het verloop van het inwonertal (bron: INSEE-tellingen).